# Domino-effect

Verondersteld domino-effect als legitimatie voor de Vietnamoorlog

Onder domino-effect verstaat men een opeenvolging van onvermijdelijke gebeurtenissen, waarvan steeds een bepaalde gebeurtenis, behalve de eerste die alles in gang heeft gezet, veroorzaakt wordt door de voorgaande. Meestal betreft het in het bijzonder negatieve gebeurtenissen, zoals oorlogen, ongevallen en rampen. Soms kan het effect zichzelf versterken en spreekt men van sneeuwbaleffect.
Het effect is genoemd naar het verschijnsel dat wanneer de voorste in een rij rechtopstaande en dicht op elkaar geplaatste dominostenen omvalt tegen de volgende steen, dit een kettingreactie teweegbrengt van een voor een omvallende dominostenen.

## Voorbeelden

### Politiek
Een voorbeeld is een (al dan niet gevreesde) uitbreiding van een politieke ontwikkeling naar meerdere landen (soms in de vorm van een revolutiegolf). Bijvoorbeeld de opkomst van het communisme tijdens de Vietnamoorlog in de jaren 60 (de dominotheorie) en de uitbreiding van de Arabische protesten vanaf 2010, die ook wel bekendstaan als de Domino-revolutie.

### Economisch
Zowel bij het ontstaan van een hausse als bij het ontstaan van een depressie is meestal sprake van een domino-effect:
- Hausse: De rente staat laag waardoor het aantrekkelijk wordt geld te lenen. Prijzen en lonen zijn laag waardoor investering aantrekkelijk is. Hierdoor wordt geld geleend voor projecten en geïnvesteerd. Dit levert banen op en met het verdiende loon kunnen weer goederen gekocht worden, waardoor de economie nog verder aantrekt.
- Depressie: Door oververhitting wordt het aannemen van werknemers en verschillende projecten te duur. Bedrijven houden de hand op de knip. Hierdoor zijn er minder banen en wordt minder geld uitgegeven en geïnvesteerd. De economie krimpt.

Een ander voorbeeld is het omvallen van een of meerdere belangrijke marktdeelnemers van wie meerdere (kleinere) partijen afhankelijk zijn. Deze afhankelijkheid kan bestaan in de vorm van aandelen, schuldvorderingen, of klantrelaties. Het faillissement van deze partij kan hierdoor leiden tot een golf van faillissementen in de economische sector, en eventueel zelfs daarbuiten. De kredietcrisis vormt een voorbeeld van dit domino-effect.

### Medisch
De uitbraak van een epidemie is een typisch voorbeeld van een domino-effect. Patient Zero komt terug van een studiereis in Zuid-Amerika met een ziekte onder de leden. Hij wordt opgenomen maar de artsen kunnen aanvankelijk de ziekte niet diagnosticeren, bovendien heeft hij al zijn vrouw en enkele collega's besmet. Terwijl Patient Zero overlijdt melden zijn vrouw en collega's zich met ziekteverschijnselen, maar inmiddels zijn de postbode, de melkboer en vrijwel het gehele bedrijf besmet. De postbode en melkboer besmetten later alle mensen op hun rondes, medewerkers van het bedrijf besmetten hun klanten... Etc.

### Volksverhuizingen
De volksverhuizingen uit de 4e en 5e eeuw worden vaak gezien als een domino-effect: de Hunnen trokken Europa binnen en dreven Indo-Iraanse en Germaanse volkeren voor zich uit die vervolgens het Romeinse Rijk werden ingedreven dat hierdoor verzwakte en ten onder ging. Over de oorzaak tasten historici nog in het duister, het zou een klimaatverslechtering in het oorspronkelijk woongebied van de Hunnen kunnen zijn, of een militaire campagne van het Chinese keizerrijk om de Zijderoute vrij te maken,

### Heksenjachten
Bij heksenjachten was er vaak sprake van een domino-effect. Onder extreme druk, al dan niet marteling, bekenden beschuldigden dat ze zich schuldig maakten aan hekserij, maar beschuldigden ze ook buren en bekenden. Deze personen werden vervolgens ook weer opgebracht en gemarteld waardoor zij weer anderen beschuldigden, etc.

### Psychologisch
Bij massahysterie is er vaak sprake van een kettingreactie. In een al onder stress staande menigte of grote groep raakt iemand in paniek, waarop de mensen om hem heen in paniek raken en uiteindelijk iedereen, met onvoorspelbaar gedrag tot gevolg. Vliegtuigpersoneel is erop getraind passagiers te kalmeren teneinde dit in de kiem te smoren. Bij een bankrun kan sprake zijn van massahysterie, zoals verbeeld in de Disneyfilm Mary Poppins: een jongetje schreeuwt dat hij zijn geld (een miezerige 2 pence) terugwil waarop de mensen denken dat de bank geen geld terug wil geven en iedereen massaal geld wil opnemen.  

### Chemisch
Exotherme reacties zijn meestal kettingreacties en dus een voorbeeld van het domino-effect. Om de reactie in gang te zetten creëert men de juiste omstandigheden en voegt men eventueel een katalysator toe, waarop de reactiewarmte de reactie aan de gang houdt, zolang er nog reactant voorradig is. Voor veel chemische reacties is dit een belangrijk gegeven, in sommige gevallen is de reactie hierdoor vrijwel niet meer te stoppen (een brand, een thermietreactie).

### Fysisch
Kernspijtingen zijn kettingreacties. Wanneer de omstandigheden juist (kritisch) zijn veroorzaken de vrijkomende deeltjes bij een kernspijting nieuwe kernsplijtingen wanneer ze andere atomen raken. Dit gaat door tot er geen sprake meer is van een kritische toestand.

### Wiskundig
Na bewezen te hebben dat als een uitspraak geldig is voor enig natuurlijk getal, de uitspraak ook geldig is voor de opvolger van dit getal, heeft het bewijs leveren voor het getal 0 een domino-effect (volledige inductie): het correspondeert met het omduwen van de eerste domino; het successievelijk omvallen van elke volgende domino correspondeert met het successievelijke bewijs voor elk volgende getal.

### Toeval
In sommige gevallen is een domino-effect een opeenstapeling van toevallige factoren en/of menselijk falen. De handelingen van de rogue trader Nick Leeson zijn een typisch voorbeeld: aanvankelijk wist hij voor zijn werkgever Barings Bank door speculatie en arbitrage grote winsten binnen te halen, maar op een gegeven moment leed hij verlies. Ieder verlies leidde tot een poging dit verlies goed te maken wat weer resulteerde in een nog groter verlies, tot Leeson in februari 1995 vluchtte en zijn werkgever met een verlies van 1.4 miljard dollar achterliet, voldoende om deze te ruïneren.